# Кафана Балалајка
Кафана Балалајка се налазила у Београду, у Косовској улици. Кафана Балалјка је отворена на месту старе кафане Батал џамија, која се помиње још 1875. и 1876. године.

## Историјат
Кафана Балалајка се највише помиње пред Други светски рат. Сам назив кафане Балалајка говори о руској оријентацији ресторана. У овој кафани је певала и чувена певачица Олга Јанчевецка. За дочек Нове 1940. године организован је музички програм балалајки. Власник кафане је отварајући ову кафану ишао на то да највише посетилаца буде из руске емиграције, али и посланици новоизграђеног југословенског парламента.
Кафана је постојала и за време Другог светског рата, радила је и као гостионица. Власник је био Сава Рајачић. После рата кафана се гаси.